# Хайфилд, Лиам
Ли́ам Ха́йфилд (англ. Liam Highfield, род. 1 декабря 1990 года) — английский профессиональный игрок в снукер, который начал выступать в мэйн-туре в сезоне 2010/11. Родился в городе Суиндон, но в данное время проживает в Сток-он-Тренте, Англия. В сезоне 2009/10 Хайфилд выступал в туре PIOS, где занял итоговое второе место. Это достижение дало ему право перейти на следующий сезон в мэйн-тур и получить статус профессионала.

## Карьера

### Сезон 2010/11
На Шанхай Мастерс 2010 Лиам дошёл до третьего круга квалификации, где сделал свой первый официальный сенчури брейк в мэйн-туре, к тому же оказавшийся высшим в квалификационной стадии турнира. На остальных турнирах (за исключением полуфинала на низкорейтинговом EPTC-4) он не показал примечательных результатов, а в квалификации к чемпионату мира проиграл в стартовом матче. По итогам сезона Лиам занял 68 место в рейтинге.